# Albánia az Eurovíziós Dalfesztiválokon
Albánia eddig huszonegy alkalommal vett részt az Eurovíziós Dalfesztiválon 2004-es debütálásuk óta.
Az albán műsorsugárzó a Radio Televizioni Shqiptar, amely 1999-ben lett tagja az Európai Műsorsugárzók Uniójának, 2004-ben csatlakozott a versenyhez.

## Története

### Évről évre
Az albán tévé már 2003-ban is érdeklődést mutatott a dalversenyen való szereplés iránt, de a résztvevők korlátozott száma miatt ekkor még nem kaptak lehetőséget erre. A következő évben az elődöntő bevezetése lehetővé tette, hogy az addiginál lényegesen több ország vegyen részt, így Albánia is csatlakozhatott. 
Első indulójuk, Anjeza Shahini sikerrel vette az elődöntőt, majd a döntőben a hetedik helyen végzett, ami az ország legjobb eredményének számított egészen 2012-ig. A jó eredménynek köszönhetően a következő évben nem kellett részt venniük az elődöntőben, hanem automatikusan a döntőbe jutottak, ott azonban Ledina Çelo nem tudta megismételni a sikert. Ezt követően két alkalommal is kiestek az elődöntőben.
2008-ban módosítottak a verseny szabályain: a korábbi egy elődöntő helyett két kisebb létszámút rendeztek, amelyben a házigazda és a Négy Nagy kivételével mindenkinek részt kell vennie. A következő három évben egyaránt sikerült továbbjutniuk az elődöntőből, ott azonban a tábla alsó felén végeztek. 2011-ben fordult elő először, hogy az új, két elődöntős rendszerben nem sikerült továbbjutniuk. 2012-ben ismét bejutottak a döntőbe, ezt azonban az albán nézők nem láthatták élőben, hiszen egy súlyos buszbaleset miatt gyásznapot rendeltek el az első elődöntő napjára. A közszolgálati televízió levette programjáról az Eurovíziós Dalversenyt, és csak a zsűri szavazatai számítottak bele a végeredménybe. Ennek ellenére a döntőben Rona Nishliu az 5. helyet érte el, ami az eddigi legjobb eredményüknek számít. Az ezt követő két évben nem jutottak döntőbe. 2015-ben ismét döntősök voltak, de csak a 17. helyen végeztek. A következő két évben ismét nem sikerült döntőbe jutniuk, 2016-ban tizenhatodik, 2017-ben tizennegyedik helyen végeztek. Ezután 2018-ban és az azt követő évben is sikerült a döntőbe kvalifikálni magukat. Előbbinél 11. helyen, utóbbinál 17. helyen zárták a versenyt.
2020-ban Arilena Ara képviselte volna az országot, azonban március 18-án az Európai Műsorsugárzók Uniója bejelentette, hogy 2020-ban nem tudják megrendezni a versenyt a COVID–19-koronavírus-világjárvány miatt. Az albán műsorsugárzó jóvoltából végül nem kapott újabb lehetőséget az ország képviseletére és nem volt jelen a következő évi nemzeti válogató mezőnyben. 2021-ben ismét sikeresen továbbjutottak a döntőbe, ahol 21. helyen végeztek. 2022-ben ismét nem sikerült továbbjutniuk a döntőbe. 2023-ban Albina Kelmendi és családja képviselték Albániát, akik továbbjutottak a döntőbe, ott huszonkettedikek lettek. 2024-ben újra nem jutottak tovább. Emellett utolsó előttiek lettek az elődöntőben, ezzel megszerezve az ország legrosszabb eurovíziós eredményét. 2025-ben a Shkodra Elektronike ismét bejuttatta az országot a döntőbe.

### Nyelvhasználat
A nyelvhasználatot korlátozó szabály 1999-ig volt érvényben, vagyis Albánia 2004-es debütálásakor már szabadon megválaszthatták az indulók, hogy milyen nyelvű dallal neveznek. Ezzel szemben az albán nemzeti döntőn szabály vonatkozik arra, hogy mindegyik dalt albán nyelven kell előadni.
Albánia eddigi huszonegy versenydalából kilenc albán nyelven, kilenc angol nyelven, három pedig albán és angol kevert nyelven hangzott el.
2023-as és 2025-ös daluk az albán nyelv geg albán nyelvjárásában hangzott el.
A legtöbb albán induló dalát a nemzeti döntő után lefordították, és a nemzetközi versenyen angol nyelven adták elő. 2006-ban énekeltek először albánul, ez egyben a dalverseny történetének első albán nyelvű dala volt. 2008-ban szintén albán dallal neveztek, a 2007-es, illetve 2011-es előadás pedig albán és angol nyelvű részeket is tartalmazott. 2012-ben, 2013-ban, 2018-ban, 2019-ben és 2021-ben ismét albán nyelvű dallal indultak. 2022-es daluk nagyrészt albánul és angolul hangzott el, de tartalmazott néhány kifejezést spanyol nyelven is. A többi alkalommal angol nyelvű dallal versenyeztek.

### Nemzeti döntő

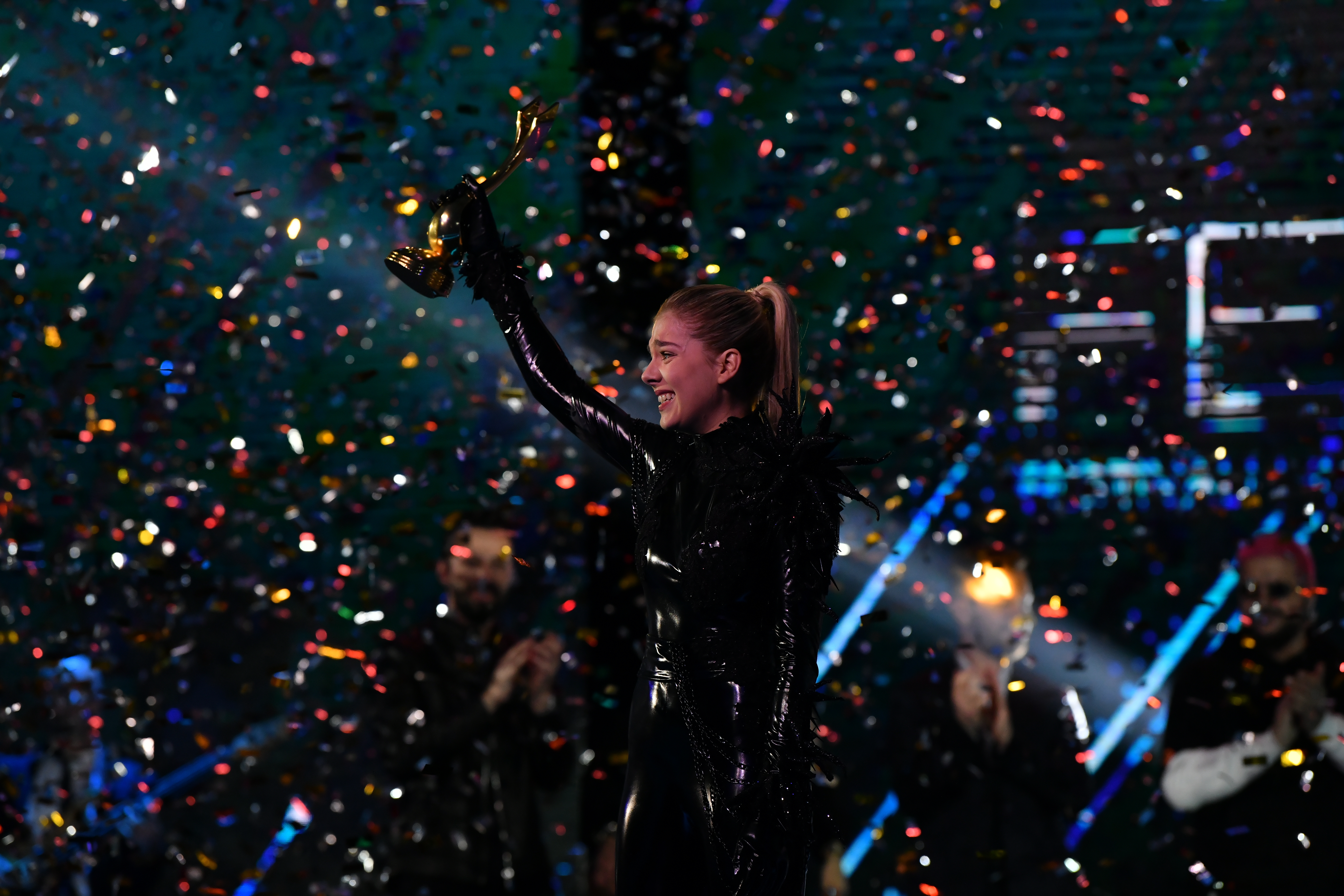
Arilena Ara, a 2020-as albán döntő győztese

Az 1962 óta minden évben megrendezett Festivali i Këngës az ország debütálása óta egyben az albán nemzeti döntő, melyet minden év decemberében rendeznek, így legtöbbször az albán dal az első nyilvánosságra hozott induló.
Az albán nemzeti döntő több ponton is eltér az Eurovíziós Dalfesztivál szabályaitól. A dalokat albán nyelven, zenekari kísérettel adják elő, és nem vonatkozik megkötés a dalok hosszára. Például a 2007-es dal eredetileg ötperces volt, és a győzelem után kellett átalakítani a dalfesztivál szabályainak megfelelően hárompercesre.
A döntőt két elődöntő előzi meg, ahonnan változó számú dal jut tovább a döntőbe, ahol a zsűri szavazatai alapján alakul ki a végeredmény. A zsűritagok a dalokat pontozzák. Az első három évben csak az első három helyezettet hirdették ki, a részletes pontszámok nyilvánosságra hozatala nélkül, és 2007 óta rendeznek nyílt szavazást. 2019-ben nemzetközi zsűrit alkalmaztak a szavazás során, az ötfős zsűri közt két albán, egy svéd, egy görög és egy izlandi zsűritag volt. A következő évben elvetették ezt a módszert, miután eredmények közzétételét követően vegyes reakciót váltottak ki a rajongókból. Többen összeesküvésre gyanakodtak, miután a közönségkedvenc előadót a két albán zsűritag lepontozta. Végül összesítésben második helyen végzett az énekesnő köszönhetően a külföldi zsűritagoknak.

## Résztvevők
| Év   | Előadó                           | Dal                     | Magyar fordítás            | Döntő                   | Pontszám                | Elődöntő             | Pontszám             |
| ---- | -------------------------------- | ----------------------- | -------------------------- | ----------------------- | ----------------------- | -------------------- | -------------------- |
| 2004 | Anjeza Shahini                   | The Image of You        | A képed                    | 7.                      | 106                     | 4.                   | 167                  |
| 2005 | Ledina Çelo                      | Tomorrow I Go           | Holnap elmegyek            | 16.                     | 53                      | Automatikusan döntős | Automatikusan döntős |
| 2006 | Luiz Ejlli                       | Zjarr e ftohtë          | Fagyos tűz                 | Nem jutott be a döntőbe | Nem jutott be a döntőbe | 14.                  | 58                   |
| 2007 | Frederik Ndoci                   | Hear My Plea            | Halld meg könyörgésem      | Nem jutott be a döntőbe | Nem jutott be a döntőbe | 17.                  | 49                   |
| 2008 | Olta Boka                        | Zemrën e lamë peng      | Kockára tettük a szívünket | 16.                     | 55                      | 9.                   | 67                   |
| 2009 | Kejsi Tola                       | Carry Me in Your Dreams | Vigyél el az álmaidba      | 17.                     | 48                      | 7.                   | 73                   |
| 2010 | Juliana Pasha                    | It’s All About You      | Ez mind rólad szól         | 16.                     | 62                      | 6.                   | 76                   |
| 2011 | Aurela Gaçe                      | Feel the Passion        | Érezd a szenvedélyt        | Nem jutott be a döntőbe | Nem jutott be a döntőbe | 14.                  | 47                   |
| 2012 | Rona Nishliu                     | Suus                    | Egyéni                     | 5.                      | 146                     | 2.                   | 146                  |
| 2013 | Adrian Lulgjuraj és Bledar Sejko | Identitet               | Azonosság                  | Nem jutott be a döntőbe | Nem jutott be a döntőbe | 15.                  | 31                   |
| 2014 | Hersi                            | One Night’s Anger       | Egy éjszakás harag         | Nem jutott be a döntőbe | Nem jutott be a döntőbe | 15.                  | 22                   |
| 2015 | Elhaida Dani                     | I’m Alive               | Élek                       | 17.                     | 34                      | 10.                  | 62                   |
| 2016 | Eneda Tarifa                     | Fairytale               | Tündérmese                 | Nem jutott be a döntőbe | Nem jutott be a döntőbe | 16.                  | 45                   |
| 2017 | Lindita                          | World                   | Világ                      | Nem jutott be a döntőbe | Nem jutott be a döntőbe | 14.                  | 76                   |
| 2018 | Eugent Bushpepa                  | Mall                    | Vágyódás                   | 11.                     | 184                     | 8.                   | 162                  |
| 2019 | Jonida Maliqi                    | Ktheju tokës            | Visszatérés a földre       | 17.                     | 90                      | 9.                   | 96                   |
| 2020 | Arilena Ara                      | Fall from the Sky       | Az égből zuhanni           | Elmaradt a verseny      | Elmaradt a verseny      | Elmaradt a verseny   | Elmaradt a verseny   |
| 2021 | Anxhela Peristeri                | Karma                   | —                          | 21.                     | 57                      | 10.                  | 112                  |
| 2022 | Ronela Hajati                    | Sekret                  | Titok                      | Nem jutott be a döntőbe | Nem jutott be a döntőbe | 12.                  | 58                   |
| 2023 | Albina & Familja Kelmendi        | Duje                    | Szeretni                   | 22.                     | 76                      | 9.                   | 83                   |
| 2024 | Besa                             | Titan                   | Titán                      | Nem jutott be a döntőbe | Nem jutott be a döntőbe | 15.                  | 14                   |
| 2025 | Shkodra Elektronike              | Zjerm                   | Tűz                        | 8.                      | 218                     | 2.                   | 122                  |
| 2026 |                                  |                         |                            |                         |                         |                      |                      |

### Visszaléptetett indulók
| Év   | Előadó       | Dal   | Magyar fordítás |
| ---- | ------------ | ----- | --------------- |
| 2015 | Elhaida Dani | Diell | Nap             |

## Szavazástörténet

### 2004–2025
| Hely | Ország          | Pont |
| ---- | --------------- | ---- |
| 1.   | Görögország     | 147  |
| 2.   | Észak-Macedónia | 135  |
| 3.   | Svájc           | 67   |
| 4.   | Bulgária        | 65   |
| 5.   | Horvátország    | 62   |
| 6.   | Hollandia       | 59   |
| 7.   | Azerbajdzsán    | 56   |
| 8.   | Örményország    | 51   |
| 9.   | Portugália      | 50   |
| 10.  | Ukrajna         | 46   |

| Hely | Ország          | Pont |
| ---- | --------------- | ---- |
| 1.   | Görögország     | 173  |
| 2.   | Észak-Macedónia | 136  |
| 3.   | Svájc           | 126  |
| 4.   | Horvátország    | 75   |
| 5.   | Olaszország     | 72   |
| 6.   | Azerbajdzsán    | 58   |
| 7.   | Belgium         | 56   |
| 8.   | Montenegró      | 52   |
| 9.   | Ausztria        | 48   |
| 10.  | Szlovénia       | 42   |

Albánia mindegyik országnak adott legalább egy pontot az elődöntőkben
Albánia mindegyik országtól kapott legalább egy pontot az elődöntőkben
| Hely | Ország        | Pont |
| ---- | ------------- | ---- |
| 1.   | Olaszország   | 208  |
| 2.   | Görögország   | 184  |
| 3.   | Svédország    | 89   |
| 4.   | Franciaország | 78   |
| 5.   | Spanyolország | 78   |
| 6.   | Törökország   | 71   |
| 7.   | Svájc         | 68   |
| 8.   | Ciprus        | 65   |
| 9.   | Izrael        | 58   |
| 10.  | Oroszország   | 52   |

| Hely | Ország          | Pont |
| ---- | --------------- | ---- |
| 1.   | Észak-Macedónia | 127  |
| 2.   | Görögország     | 116  |
| 3.   | Svájc           | 97   |
| 4.   | Montenegró      | 91   |
| 5.   | Olaszország     | 67   |
| 6.   | Horvátország    | 54   |
| 7.   | Ausztria        | 34   |
| 8.   | Szlovénia       | 33   |
| 9.   | Málta           | 32   |
| 10.  | San Marino      | 32   |

Albánia még sosem adott pontot a döntőben a következő országoknak: Grúzia és Lettország
Albánia még sosem kapott pontot a döntőben a következő országoktól: Izrael, Litvánia, Szlovákia és Ukrajna

## Háttér
| Év   | Rendező    | Kommentátor  | Pontbejelentő    |
| ---- | ---------- | ------------ | ---------------- |
| 2003 | Riga       | N/A          | Nem vettek részt |
| 2004 | Isztambul  | Leon Menkshi | Zhani Ciko       |
| 2005 | Kijev      | Leon Menkshi | Zhani Ciko       |
| 2006 | Athén      | Leon Menkshi | Zhani Ciko       |
| 2007 | Helsinki   | Leon Menkshi | Leon Menkshi     |
| 2008 | Belgrád    | Leon Menkshi | Leon Menkshi     |
| 2009 | Moszkva    | Leon Menkshi | Leon Menkshi     |
| 2010 | Oslo       | Leon Menkshi | Leon Menkshi     |
| 2011 | Düsseldorf | Leon Menkshi | Leon Menkshi     |
| 2012 | Baku       | Andri Xhahu  | Andri Xhahu      |
| 2013 | Malmö      | Andri Xhahu  | Andri Xhahu      |
| 2014 | Koppenhága | Andri Xhahu  | Andri Xhahu      |
| 2015 | Bécs       | Andri Xhahu  | Andri Xhahu      |
| 2016 | Stockholm  | Andri Xhahu  | Andri Xhahu      |
| 2017 | Kijev      | Andri Xhahu  | Andri Xhahu      |
| 2018 | Lisszabon  | Andri Xhahu  | Andri Xhahu      |
| 2019 | Tel-Aviv   | Andri Xhahu  | Andri Xhahu      |
| 2021 | Rotterdam  | Andri Xhahu  | Andri Xhahu      |
| 2022 | Torino     | Andri Xhahu  | Andri Xhahu      |
| 2023 | Liverpool  | Andri Xhahu  | Andri Xhahu      |
| 2024 | Malmö      | Andri Xhahu  | Andri Xhahu      |
| 2025 | Bázel      | Andri Xhahu  | Andri Xhahu      |
| 2026 | Bécs       |              |                  |

## Díjak

### Barbara Dex-díj
| Év   | Előadó       | Dal  | Eredmény az Eurovízión | Eredmény az Eurovízión | Helyszín |
| Év   | Előadó       | Dal  | Helyezés               | Pontszám               | Helyszín |
| ---- | ------------ | ---- | ---------------------- | ---------------------- | -------- |
| 2012 | Rona Nishliu | Suus | 5.                     | 146                    | Baku     |

## Galéria

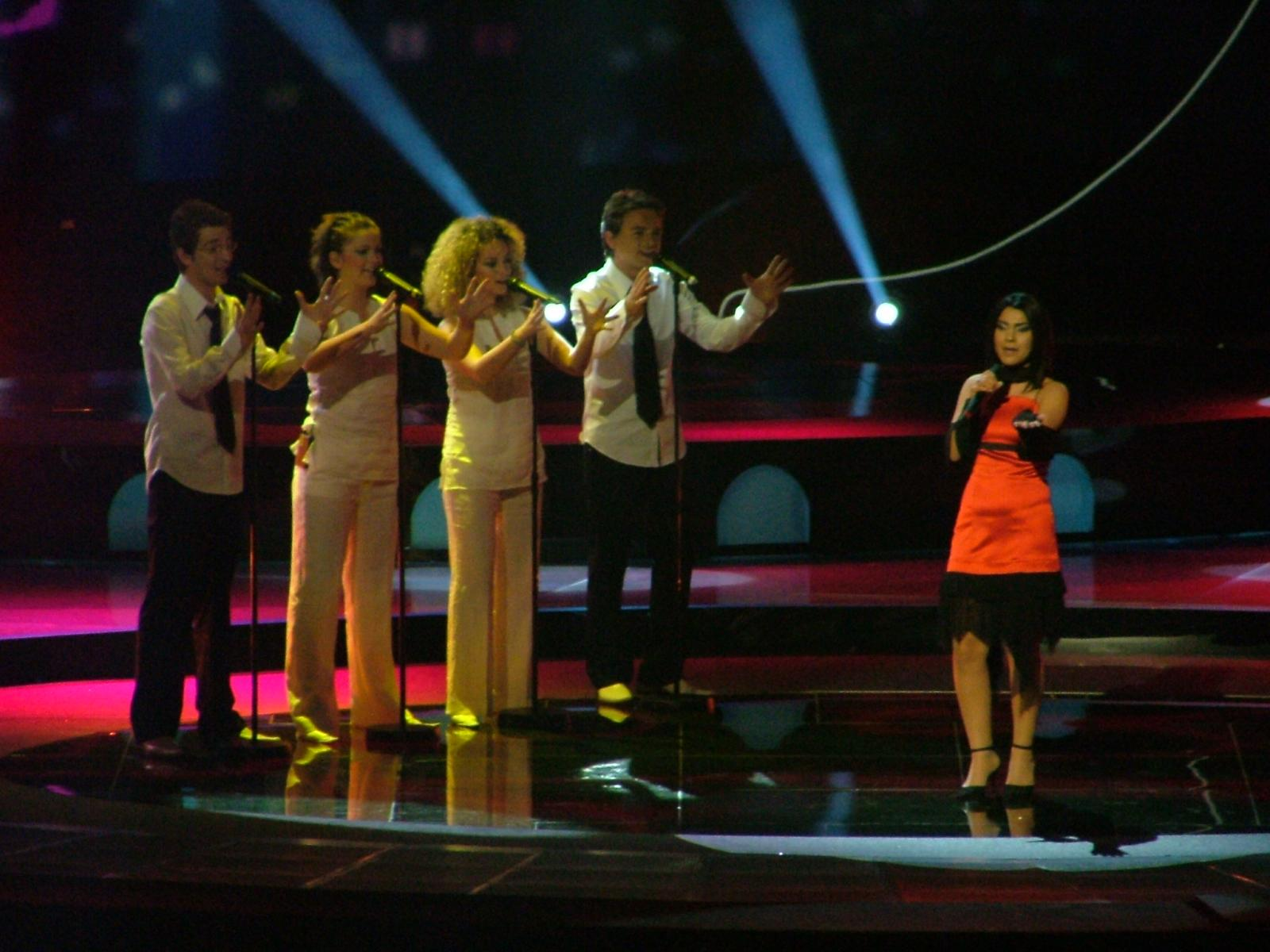
Anjeza Shahini Isztambulban (2004)
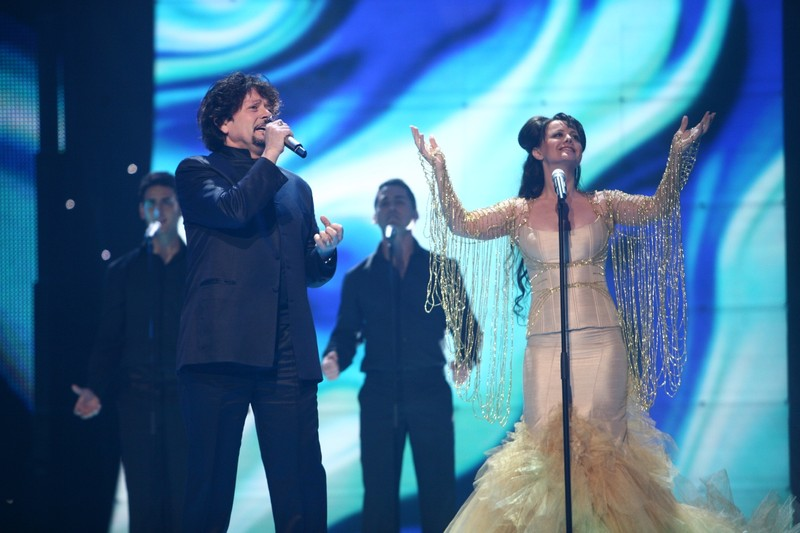
Frederik Ndoci Helsinkiben (2007)
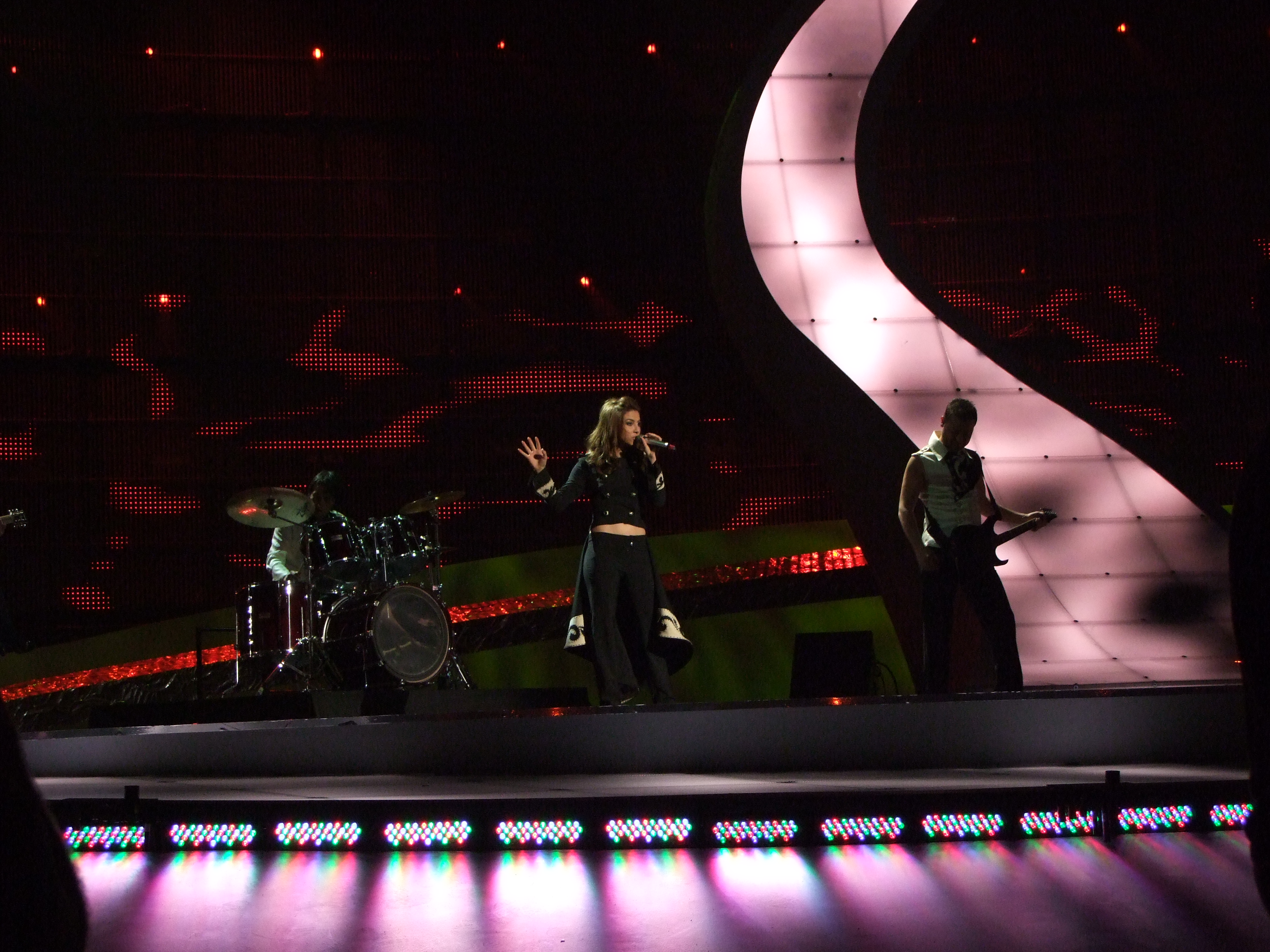
Olta Boka Belgrádban (2008)
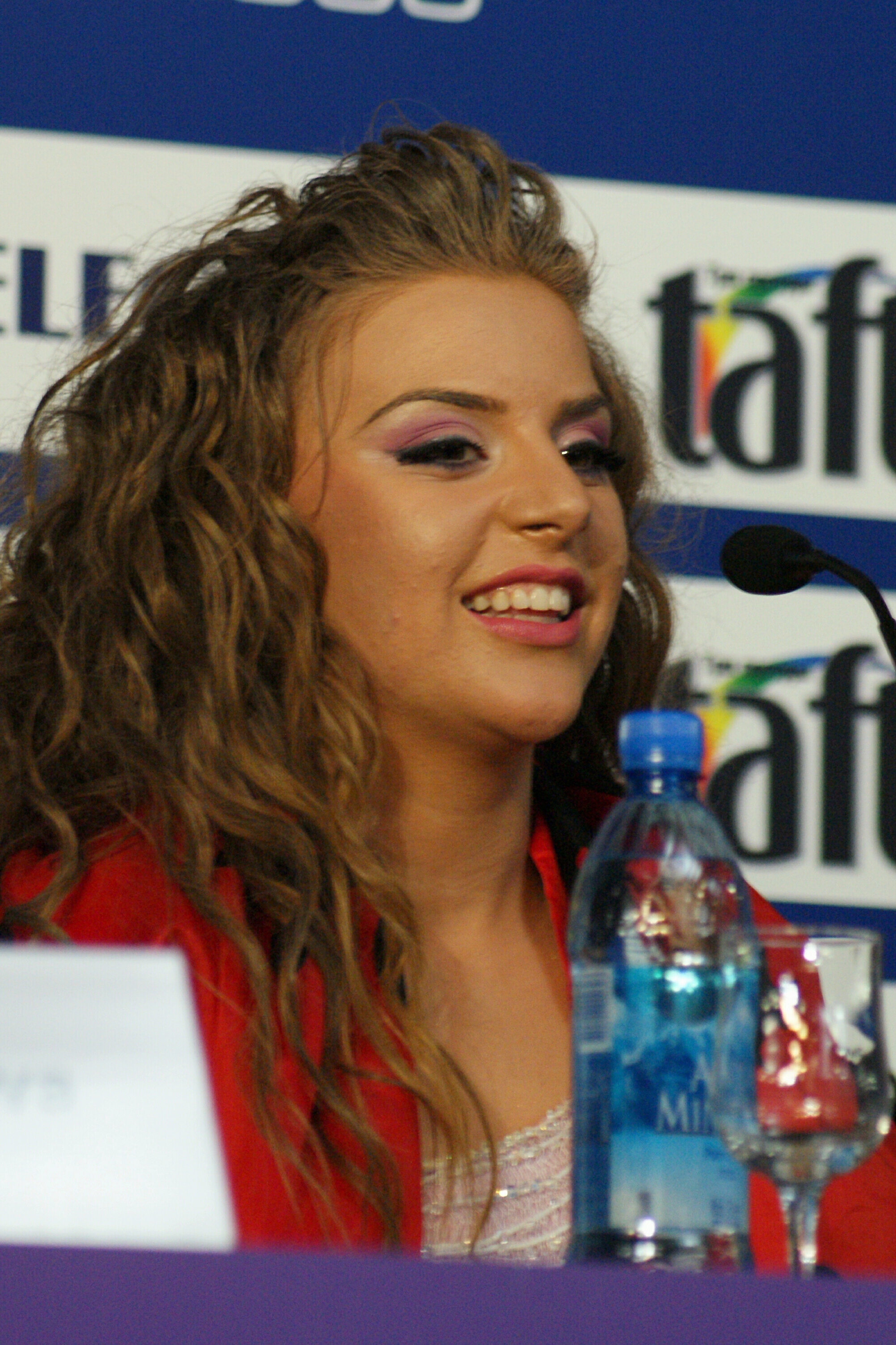
Kejsi Tola Moszkvában (2009)
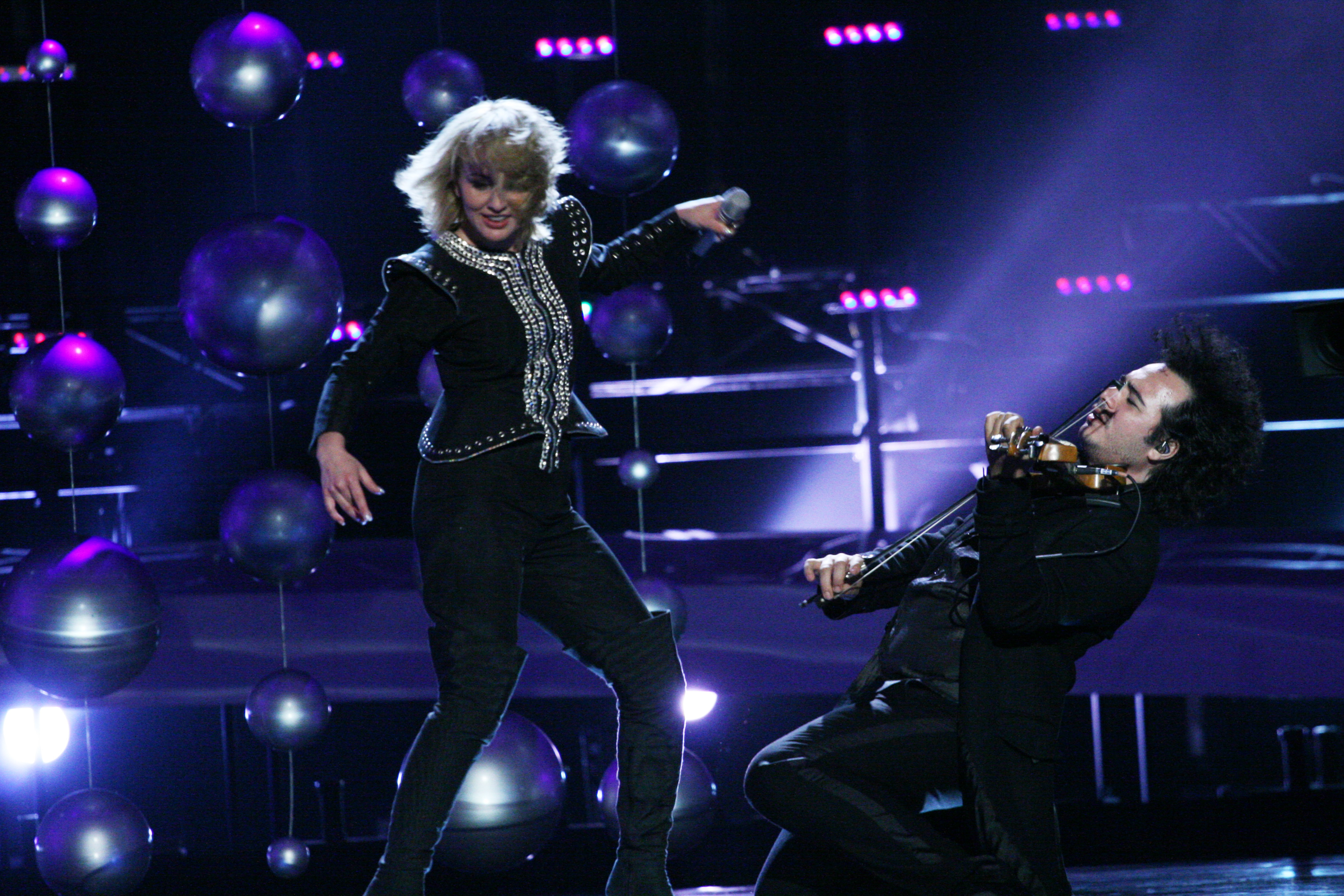
Juliana Pasha Osloban (2010)
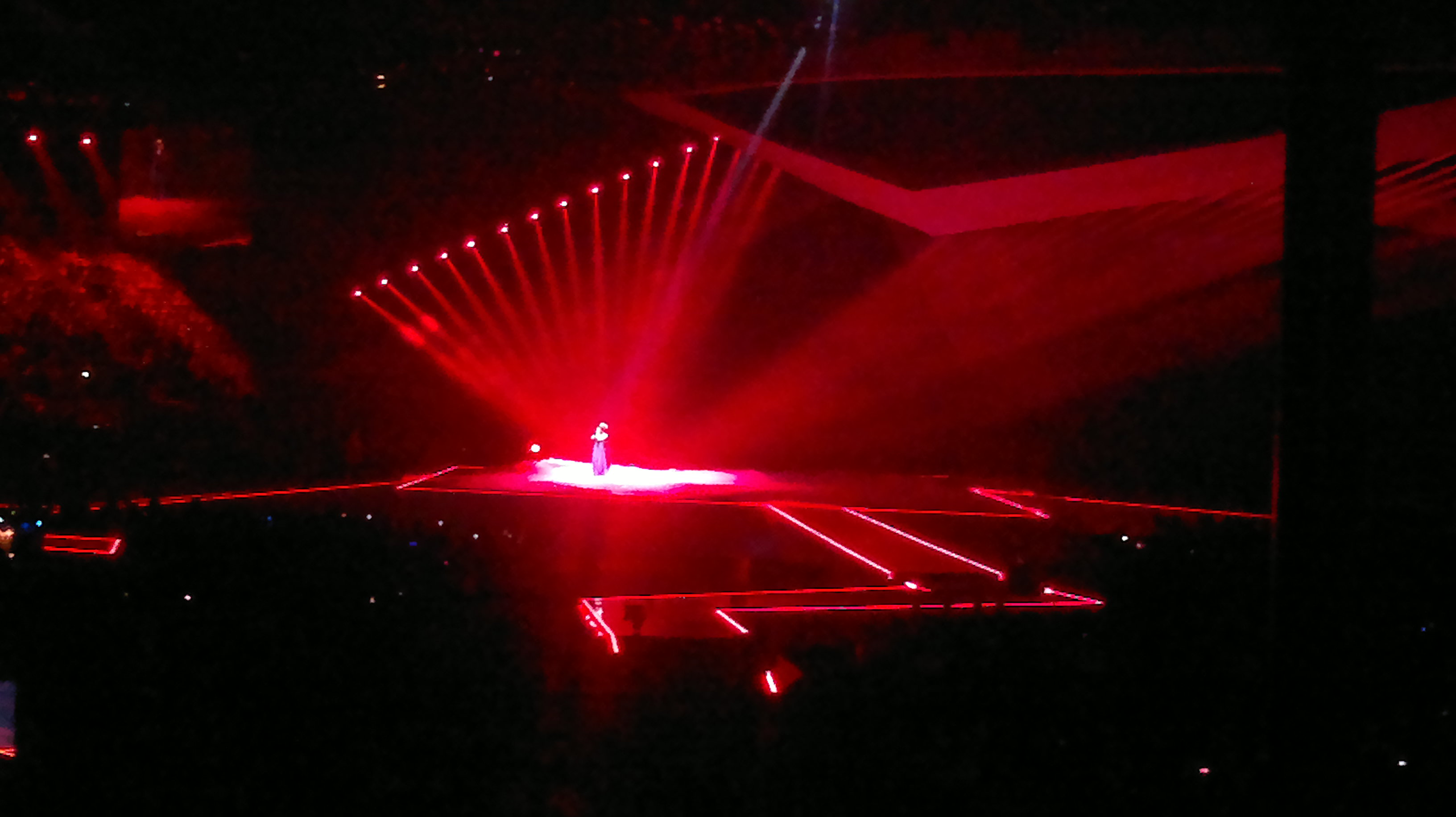
Rona Nishliu Bakuban (2012)
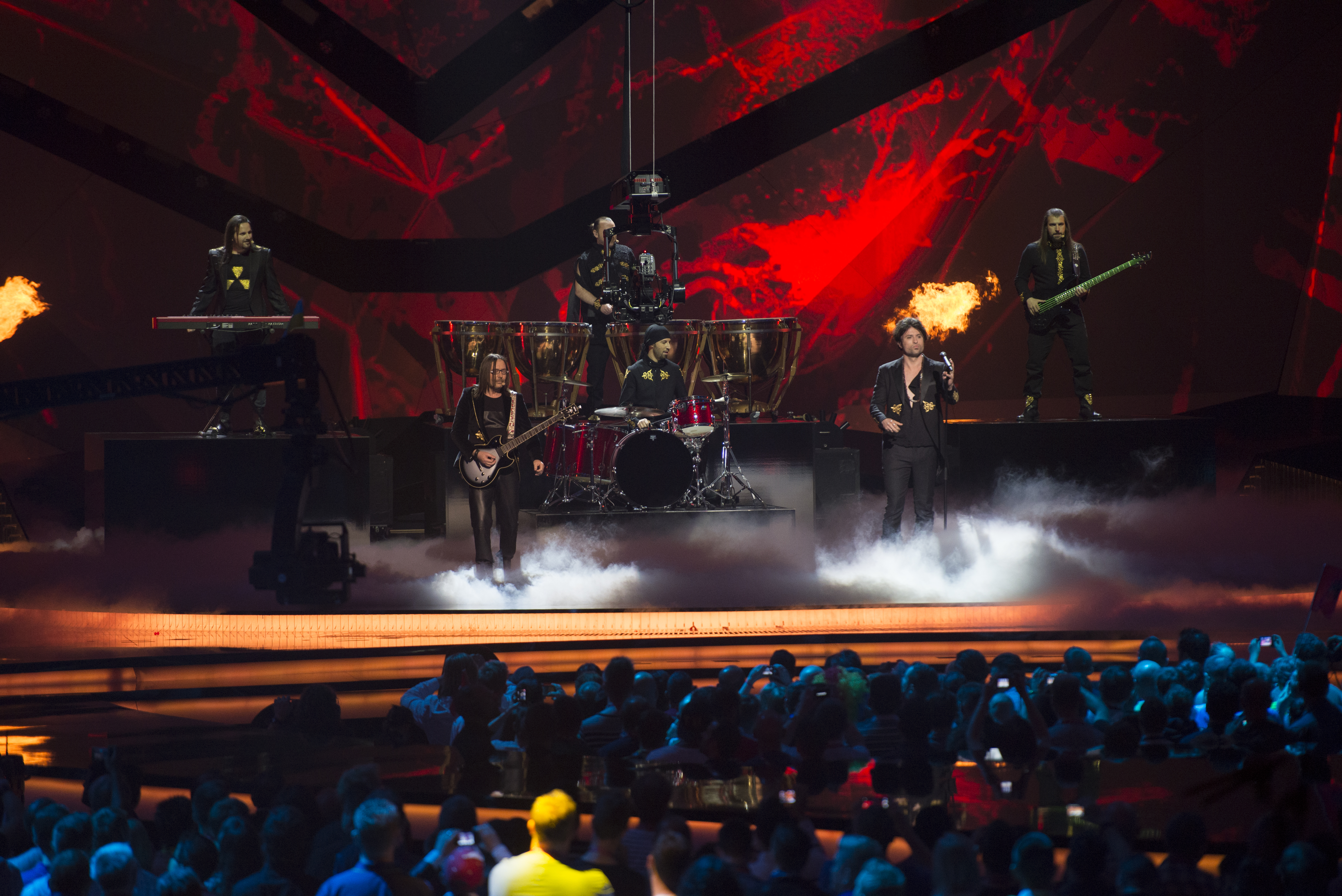
Adrian Lulgjuraj és Bledar Sejko Malmőben (2013)
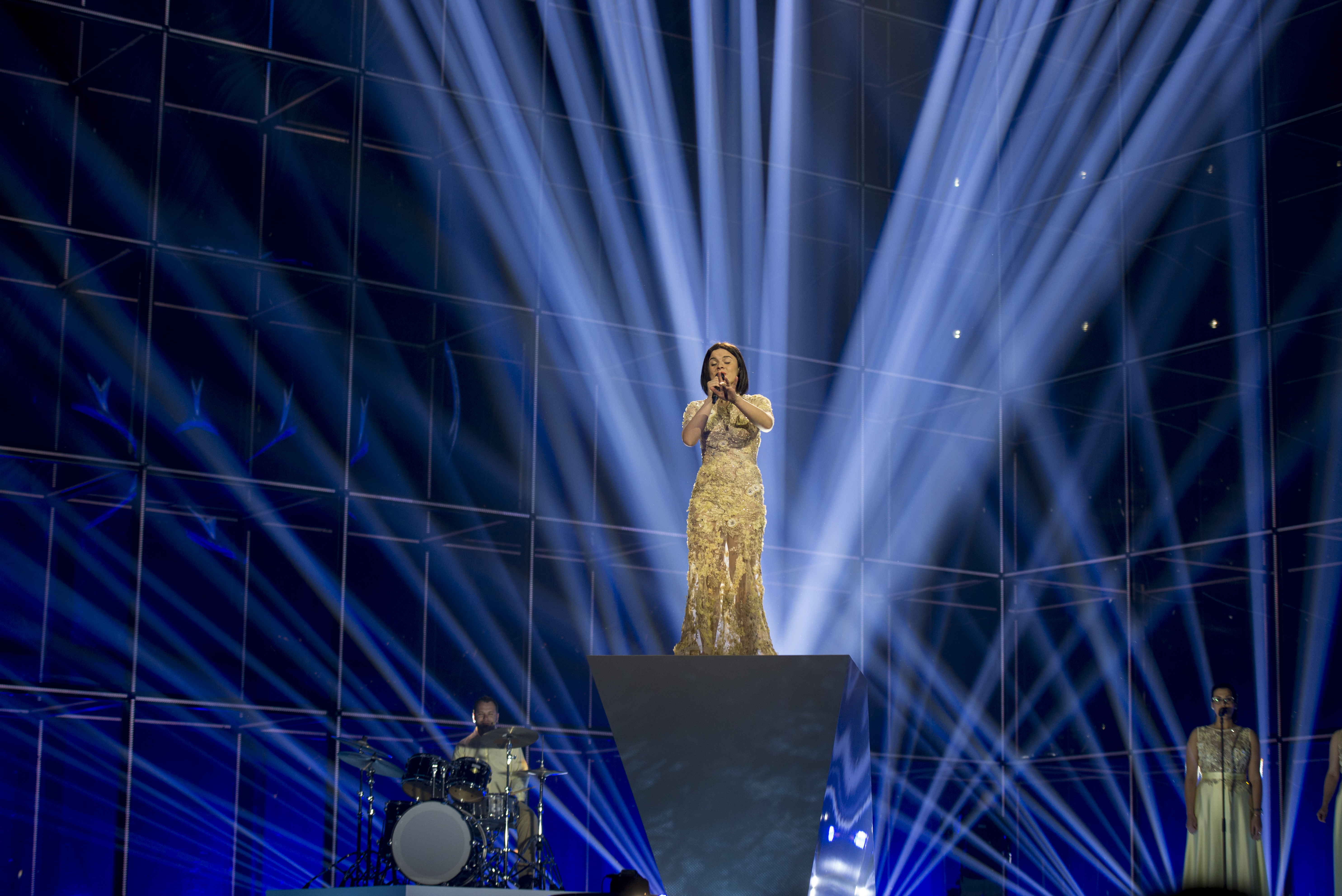
Hersi Koppenhágában (2014)
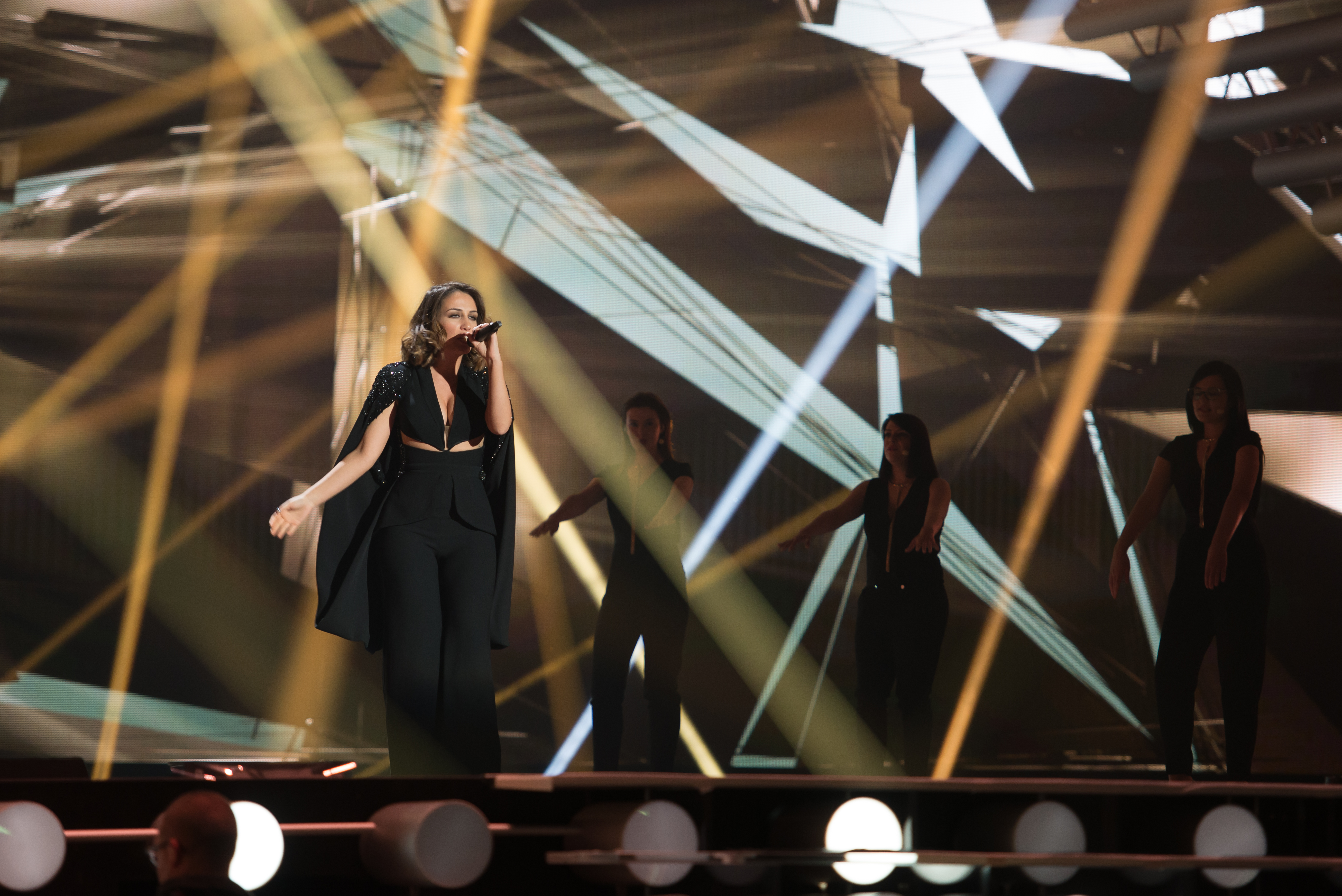
Elhaida Dani Bécsben (2015)
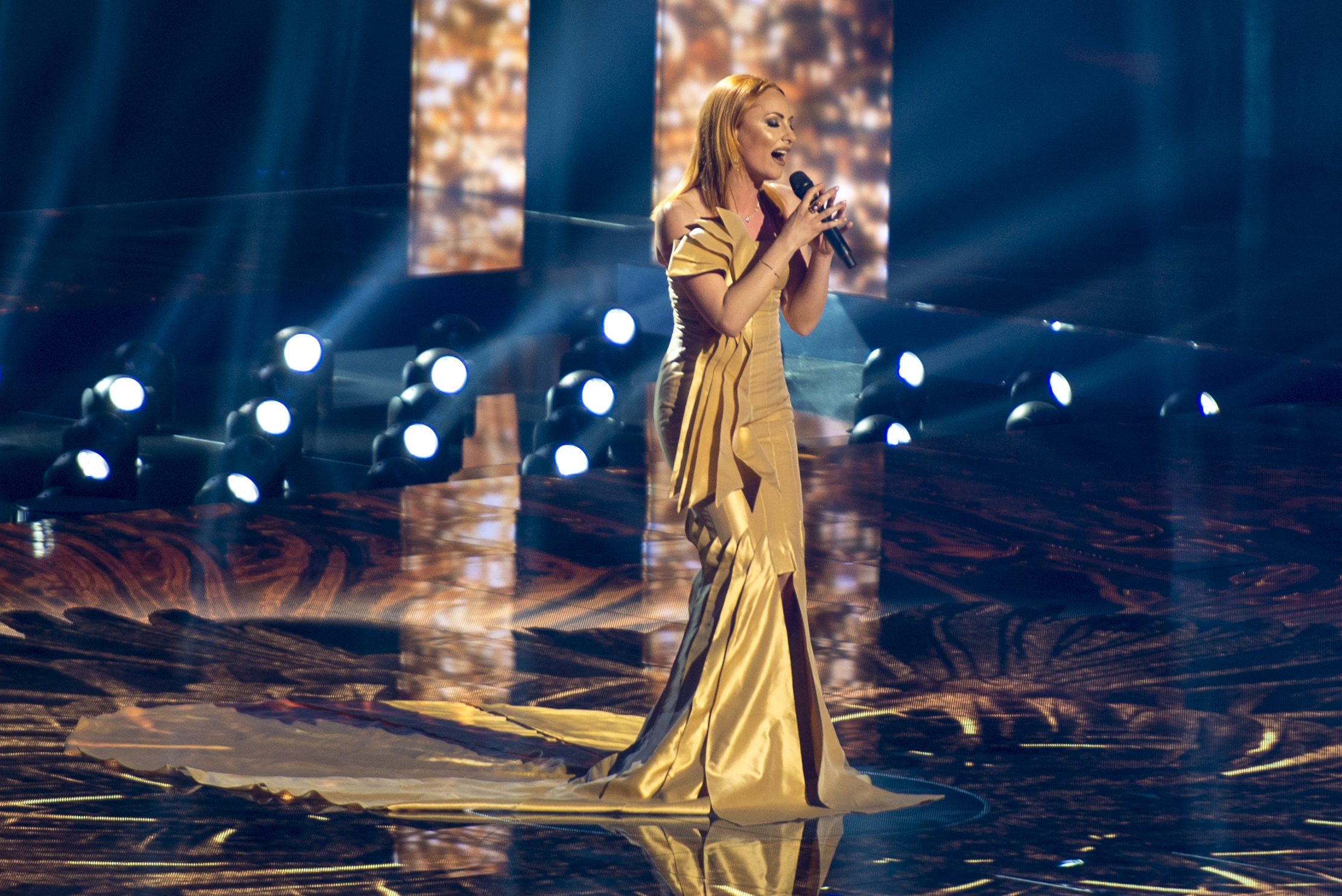
Eneda Tarifa Stockholmban (2016)
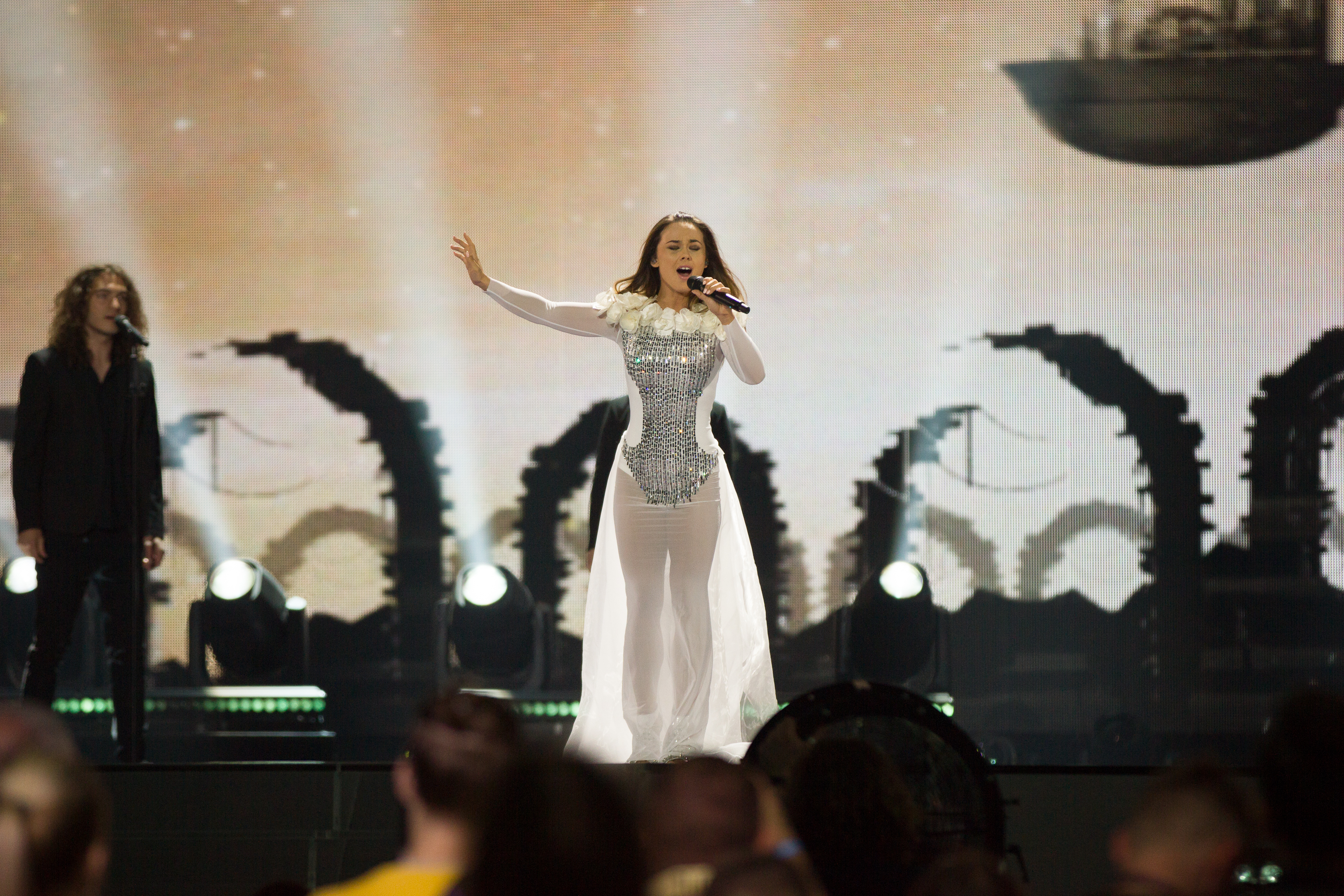
Lindita Kijevben (2017)
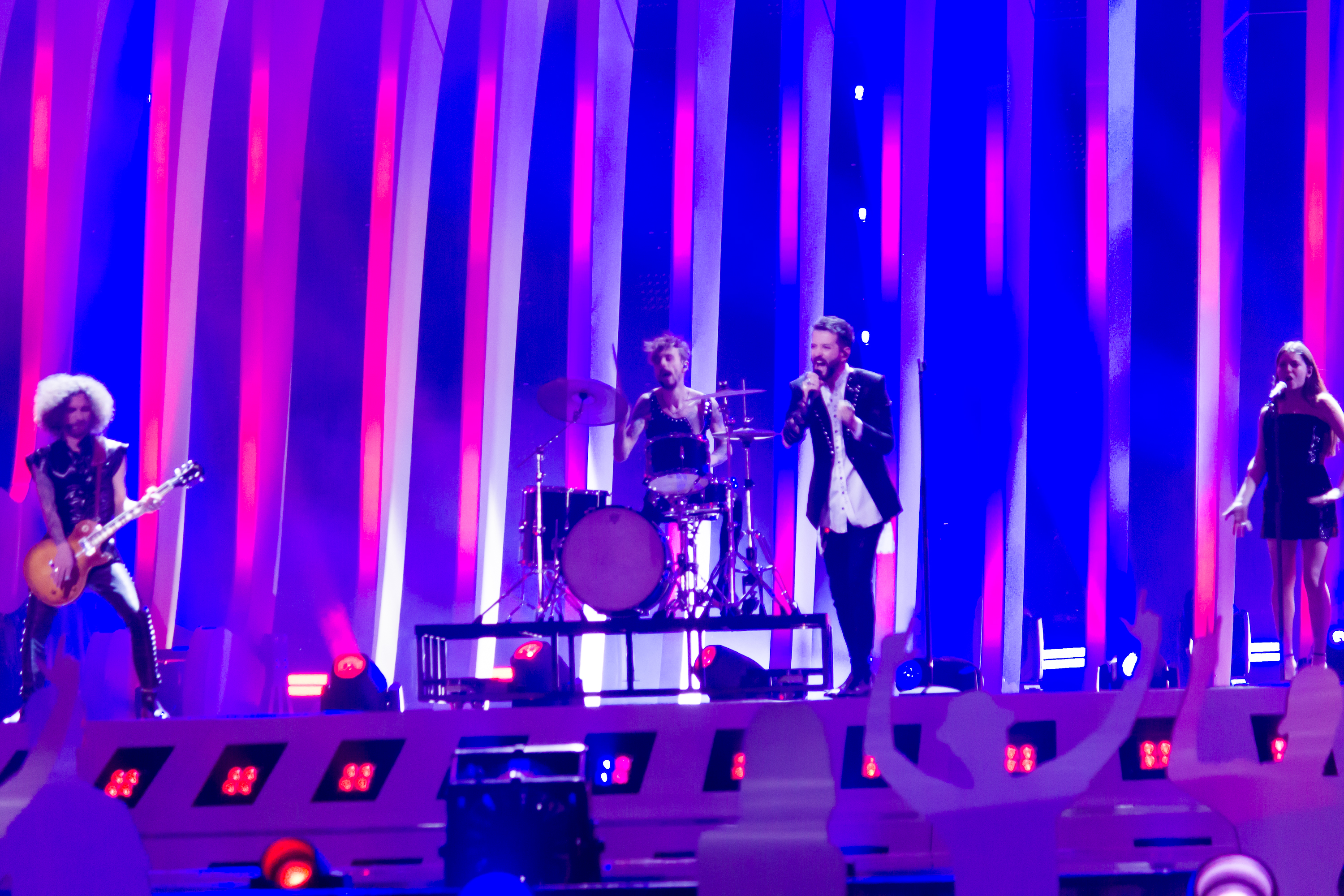
Eugent Bushpepa Lisszabonban (2018)
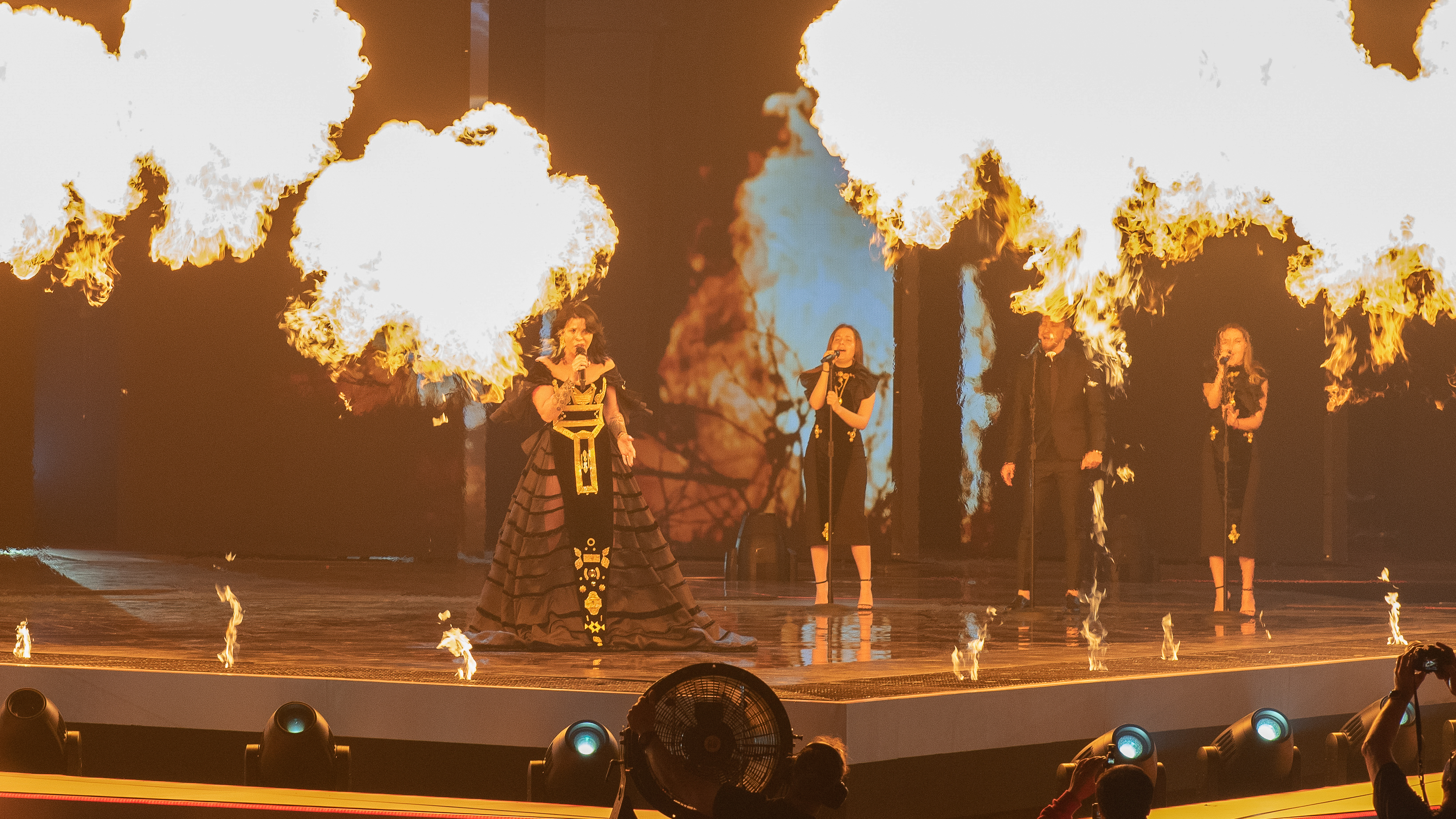
Jonida Maliqi Tel-Avivban (2019)
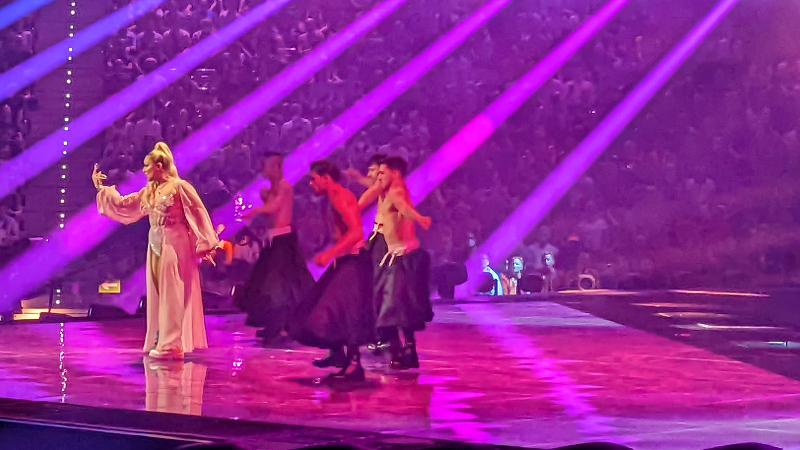
Ronela Hajati Torinóban (2022)
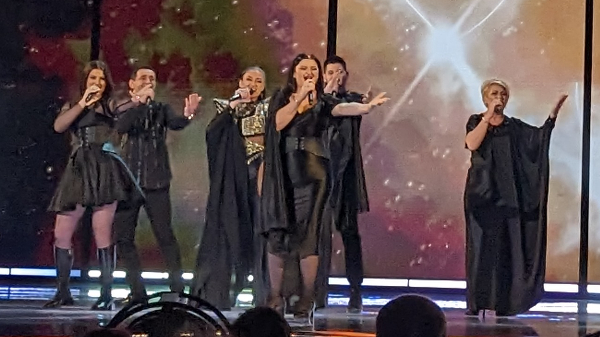
Albina & Familja Kelmendi Liverpoolban (2023)
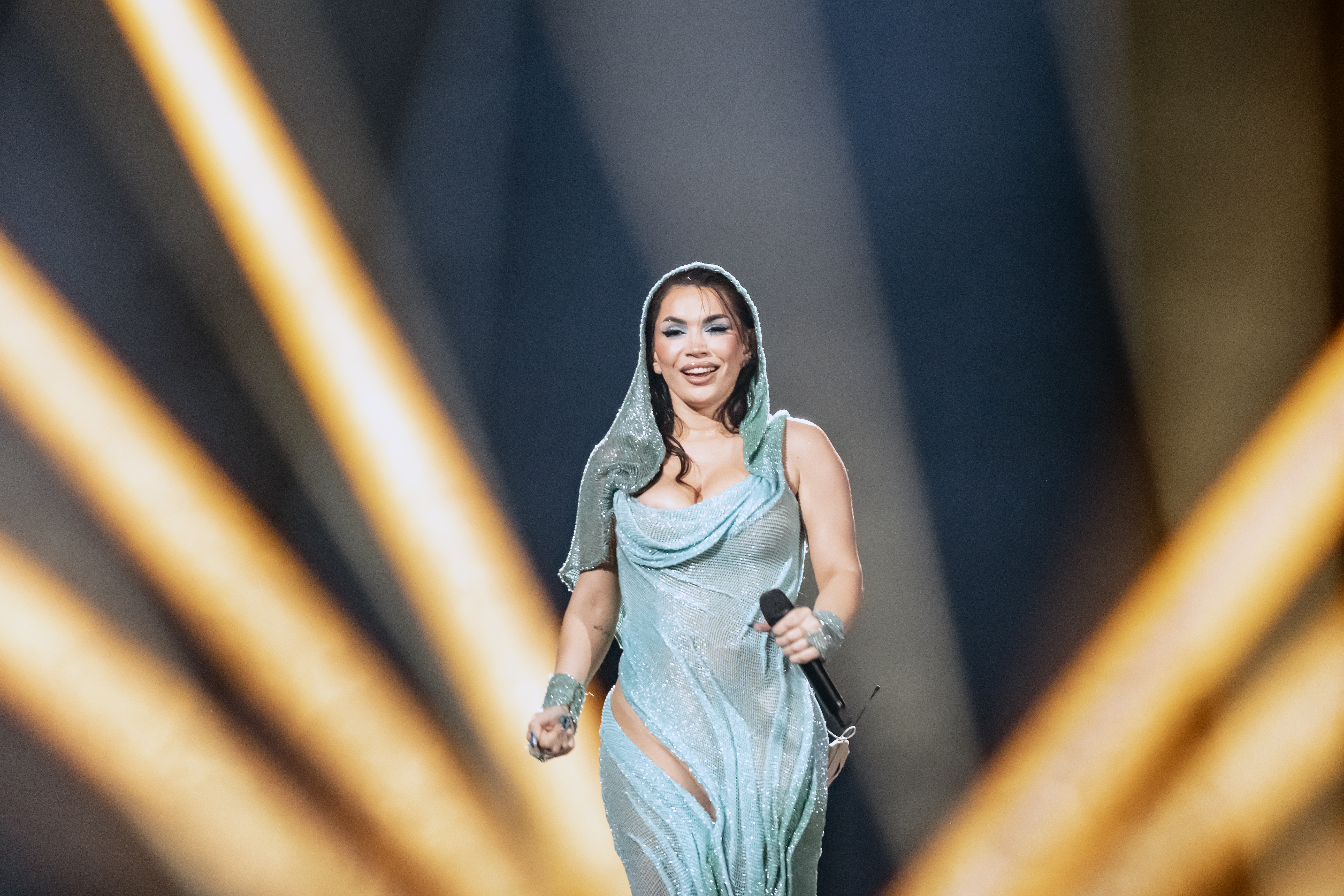
Besa Malmőben (2024)
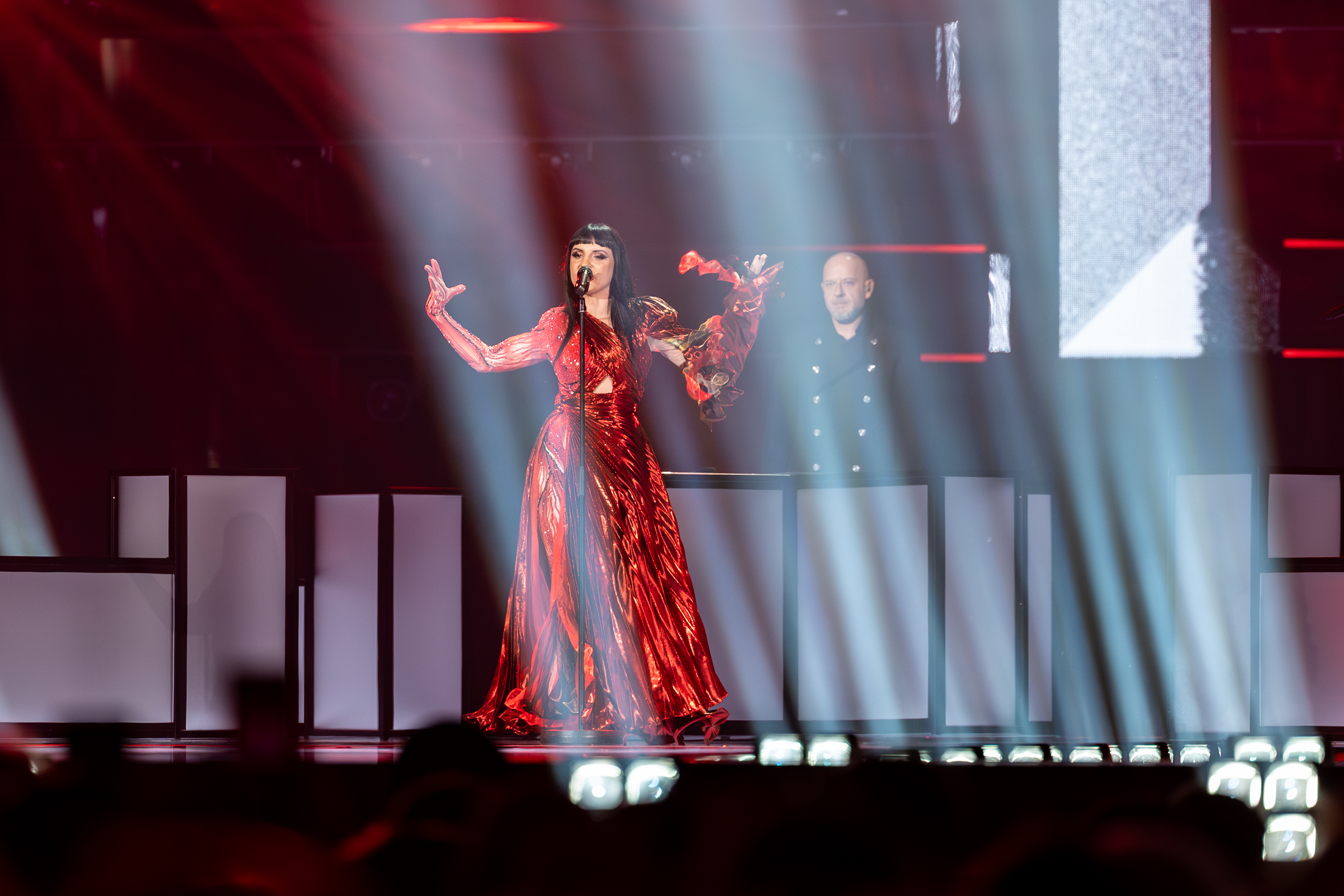
A Shkodra Elektronike Bázelben (2025)

## Lásd még
- Albánia a Junior Eurovíziós Dalfesztiválokon